# Ficus aripuanensis
Ficus aripuanensis là một loài thực vật thuộc họ Moraceae. Đây là loài đặc hữu của Brasil.